# Boz Scaggs

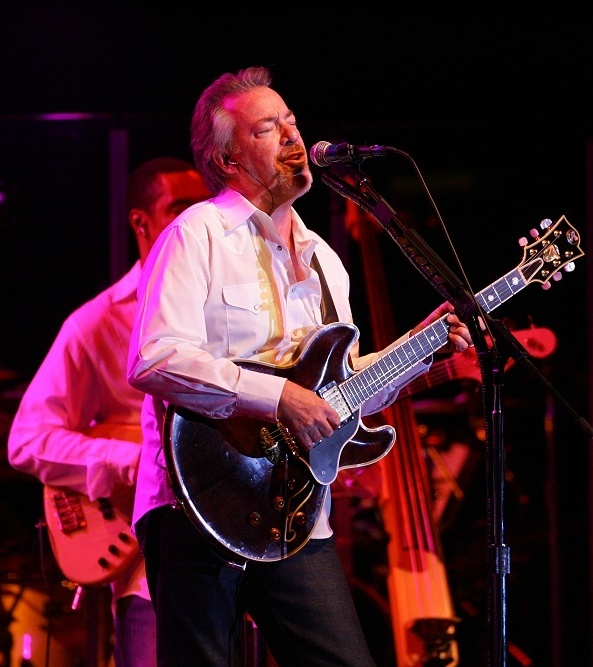
Boz Scaggs (2006)

William Royce „Boz“ Scaggs (* 8. Juni 1944 in Canton, Ohio) ist ein US-amerikanischer Musiker und Grammy-Gewinner, der sich als Bandleader, Gitarrist und Sänger über die Jahre hinweg einen sehr guten Namen im Rock, R&B, Blues und in jüngerer Vergangenheit auch noch als Jazz-Crooner gemacht hat.

## Biografie
Boz Scaggs wuchs in Oklahoma und Texas auf und war in jungen Jahren ein Schulfreund des Gitarristen Steve Miller, mit dem er in Dallas bereits in den späten 1950ern als Sänger Musik in einer Band namens The Marksmen machte. Später besuchten beide die Universität von Wisconsin und spielten zusammen in diversen Blues-/Rock-Bands mit. 1963 kehrte Scaggs nach Dallas zurück und schloss sich dort einer R&B-Band mit Namen The Wigs an, mit der er 1964 nach Europa ging. Als sich diese Gruppe in England aber wieder auflöste, blieb Scaggs für zwei weitere Jahre in Europa und versuchte sich hier als Straßenmusikant. Dabei nahm er 1965 in Schweden sein erstes Solo-Album unter dem Titel Boz auf. Nachdem Scaggs 1967 in die USA zurückgekehrt war, ließ er sich in San Francisco nieder und traf dort erneut auf seinen Jugendfreund Steve Miller. Als Mitglied der Steve Miller Band war er an der Produktion von zwei ihrer frühen Alben (Children of the Future und Sailor) beteiligt. 1968 entschied sich Scaggs endgültig, zukünftig an seiner Solo-Karriere zu arbeiten.
Ende der 1960er-Jahre unterschrieb Boz Scaggs zwar einen Vertrag mit dem renommierten Label Atlantic Records, brachte 1969 unter Mitwirkung von Duane Allman und der Muscle Shoals Band sein vermeintliches Debüt-Album Boz Scaggs heraus, wurde dann aber doch nur zu einem Liebling der Kritiker und fand kein breites Publikum für seine stark vom Blues geprägte Musik. Auch nach dem Wechsel zu Columbia Records Anfang der 1970er-Jahre und dem von Glyn Johns produzierten Album Moments blieb ihm kommerzieller Erfolg weiterhin versagt. Obwohl die Kritiken zu seinen Alben meist voll des Lobes waren, reüssierten diese aber nicht in den Verkaufslisten. Erst die 1976er-Platte Silk Degrees sorgte endlich für den erhofften Durchbruch, sie etablierte sich mehrere Wochen auf dem zweiten Rang der US-Album-Hitparade und verkaufte sich bis heute in den USA vier Millionen Mal. Mit Single-Auskopplungen wie Lowdown, Lido Shuffle und What Can I Say konnte Boz Scaggs sich auch in den britischen Charts platzieren. Als Band auf Silk Degrees fungierten unter anderen drei spätere Toto-Musiker, der Schlagzeuger Jeff Porcaro, der Bassist David Hungate sowie der Keyboarder David Paich, der bei einem Großteil der Songs auch als Co-Autor in Erscheinung tritt. Das Folgealbum Down Two Then Left erhielt mit einer Million verkaufter Tonträger ebenfalls Platin, konnte allerdings keine Single-Hits vorweisen. Erst mit Middle Man erreichte Boz Scaggs 1980 auch wieder die Top Ten der US Billboard Charts # 8. Die Singles Breakdown Dead Ahead und Jojo kamen in die Top 20 der US-Hot-100. Das von David Foster produzierte Album erhielt ebenfalls wieder Platin und war dank dem Toto-Gitarristen Steve Lukather deutlich rockiger als die Vorgänger. Mit der Singleballade Look What You’ve Done To Me aus dem Soundtrack Urban Cowboy hatte Scaggs im gleichen Jahr noch einen dritten Top-20-Hit. Die Musiker dieses Titels waren die Toto-Mitglieder Steve Porcaro, Mike Porcaro und Steve Lukather sowie die Eagles-Musiker Don Felder, Glenn Frey, Don Henley und Timothy B. Schmit.
Nach einem Greatest-Hits-Album Hits 1981 mit der Hitsingle Miss Sun zog sich Boz Scaggs für einige Jahre weitgehend aus dem Musikgeschäft zurück und kümmerte sich fast ausschließlich um seinen eigenen Nachtclub Slim’s in San Francisco. Erst 1988 kam sein „Comeback-Album“ Other Roads heraus, und ein gereifter Scaggs startete den zweiten Teil seiner Karriere als Musiker, der aber weit weniger vom Rock ’n’ Roll geprägt ist als der erste Zeitabschnitt. Nach seiner Zusammenarbeit mit Donald Fagen und dessen New York Rock and Soul Revue 1992 und CDs wie Some Change, Come On Home und Dig, gilt Boz Scaggs heute als abgeklärter und sehr routinierter Profimusiker. Mit dem Album But Beautiful versuchte sich Scaggs zuletzt sogar als Crooner an Interpretationen von Jazzstandards aus dem Great American Songbook.

## Diskografie

### Alben
| Jahr | Titel                             | Höchstplatzierung, Gesamtwochen, AuszeichnungChartplatzierungen (Jahr, Titel, Platzierungen, Wochen, Auszeichnungen, Anmerkungen) | Höchstplatzierung, Gesamtwochen, AuszeichnungChartplatzierungen (Jahr, Titel, Platzierungen, Wochen, Auszeichnungen, Anmerkungen) | Anmerkungen                                           |
| Jahr | Titel                             | UK | US | Anmerkungen                                           |
| ---- | --------------------------------- | --- | --- | ----------------------------------------------------- |
| 1971 | Moments                           | — | US124 (9 Wo.)US |                                                       |
| 1971 | Boz Scaggs & Band                 | — | US198 (2 Wo.)US |                                                       |
| 1972 | My Time                           | — | US138 (9 Wo.)US |                                                       |
| 1974 | Slow Dancer                       | — | US81 Gold · (20 Wo.)US |                                                       |
| 1974 | Boz Scaggs                        | — | US171 (5 Wo.)US | Erstveröffentlichung: 1969                            |
| 1976 | Silk Degrees                      | UK20 Silber · (24 Wo.)UK | US2 ×5Fünffachplatin · (115 Wo.)US                                                                                                | Erstveröffentlichung: 18. Februar 1976                |
| 1977 | Down Two, Then Left               | UK55 (1 Wo.)UK | US11 Platin · (23 Wo.)US | Erstveröffentlichung: 1. November 1977                |
| 1980 | Middle Man                        | UK52 (4 Wo.)UK | US8 Platin · (33 Wo.)US |                                                       |
| 1980 | Hits!                             | — | US24 Platin · (26 Wo.)US | Erstveröffentlichung: 15. November 1980 Best-of-Album |
| 1988 | Other Roads                       | — | US47 (18 Wo.)US | Erstveröffentlichung: 16. Mai 1988                    |
| 1994 | Some Change                       | — | US91 (14 Wo.)US |                                                       |
| 1997 | Come On Home                      | — | US94 (10 Wo.)US | Erstveröffentlichung: 8. April 1997                   |
| 2001 | Dig                               | — | US146 (2 Wo.)US | Erstveröffentlichung: 11. September 2001              |
| 2003 | But Beautiful: Standards Volume 1 | — | US167 (1 Wo.)US | Erstveröffentlichung: 20. Mai 2003                    |
| 2008 | Speak Low                         | — | US128 (1 Wo.)US |                                                       |
| 2013 | Memphis                           | — | US17 (8 Wo.)US | Erstveröffentlichung: 5. März 2013                    |
| 2015 | A Fool to Care                    | — | US52 (2 Wo.)US | Erstveröffentlichung: 31. März 2015                   |
| 2018 | Out of the Blues                  | — | US82 (1 Wo.)US | Erstveröffentlichung: 27. Juli 2018                   |

Weitere Alben
- Boz (1966)
- Runnin’ Blue (1974)
- Early Recordings (1992)
- Boz the Ballade (1992)
- Star Box – Collection (1993)
- Best Selection (1994, Japan)
- Fade into Light (1996, Japan)
- Back in the Days (1996)
- Boz Scaggs "Live" 1980–1995 (1996, Promo)
- My Time – Anthology 1969–1997 (1997, DCD)
- Here’s the Lowdown (1998)
- Palamount Theatre 1974 (1999, Live)
- Expo 1985 (1999, Live)
- Might Have to Cry (1999, UK, Live)
- The Lost Concert (2001)
- Songs from Boz Scaggs (2001)
- Here’s the Lowdown – Best of Boz (2003)
- In Concert (2003)
- Greatest Hits Live (2004, DCD) (auch als Musik-DVD)

### Singles
| Jahr | Titel Album                                           | Höchstplatzierung, Gesamtwochen, AuszeichnungChartplatzierungen (Jahr, Titel, Album, Platzierungen, Wochen, Auszeichnungen, Anmerkungen) | Höchstplatzierung, Gesamtwochen, AuszeichnungChartplatzierungen (Jahr, Titel, Album, Platzierungen, Wochen, Auszeichnungen, Anmerkungen) | Anmerkungen                                                                                |
| Jahr | Titel Album                                           | UK | US | Anmerkungen                                                                                |
| ---- | ----------------------------------------------------- | --- | --- | ------------------------------------------------------------------------------------------ |
| 1971 | We Were Always Sweethearts Moments                    | — | US61 (6 Wo.)US | Autor: Boz Scaggs                                                                          |
| 1971 | Near You Moments                                      | — | US96 (2 Wo.)US | Autor: Boz Scaggs                                                                          |
| 1972 | Dinah Flo My Time                                     | — | US86 (4 Wo.)US | Autor: Boz Scaggs                                                                          |
| 1976 | It’s Over Silk Degrees                                | — | US38 (10 Wo.)US | Autoren: David Paich, Boz Scaggs                                                           |
| 1976 | Lowdown Silk Degrees                                  | UK28 (4 Wo.)UK | US3 Gold · (22 Wo.)US | Autoren: David Paich, Boz Scaggs Grammy (R&B-Song)                                         |
| 1976 | What Can I Say Silk Degrees                           | UK10 (10 Wo.)UK | US42 (14 Wo.)US | Autoren: David Paich, Boz Scaggs                                                           |
| 1977 | Lido Shuffle Silk Degrees                             | UK13 (9 Wo.)UK | US11 (17 Wo.)US | Autoren: David Paich, Boz Scaggs                                                           |
| 1977 | Hard Times Down Two, Then Left                        | — | US58 (6 Wo.)US | Autor: Boz Scaggs                                                                          |
| 1978 | Hollywood Down Two, Then Left                         | UK33 (8 Wo.)UK | US49 (10 Wo.)US | Autoren: Boz Scaggs, Michael Omartian                                                      |
| 1980 | Breakdown Dead Ahead Middle Man                       | — | US15 (14 Wo.)US | Autoren: Boz Scaggs, David Foster Gitarre: Ray Parker Jr.                                  |
| 1980 | Jo-Jo Middle Man                                      | — | US17 (17 Wo.)US | Autoren: Boz Scaggs, David Foster, David Lasley Gitarre: Ray Parker Jr.                    |
| 1980 | Look What You’ve Done to Me Urban Cowboy (Soundtrack) | — | US14 (17 Wo.)US | Autoren: David Foster, Boz Scaggs Begleitsänger: Glenn Frey, Don Henley, Timothy B. Schmit |
| 1980 | Miss Sun Hits!                                        | — | US14 (17 Wo.)US | Autor: David Paich Begleitsängerin: Lisa Dal Bello                                         |
| 1988 | Heart of Mine Other Roads                             | — | US35 (14 Wo.)US | Original/Autor: Bobby Caldwell                                                             |

## Auszeichnungen für Musikverkäufe
| Goldene Schallplatte - Japan - 1997: für das Album Boz the Ballade - Neuseeland - 1980: für das Album Middle Man Platin-Schallplatte - Kanada - 1977: für das Album Down Two, Then Left | 2× Platin-Schallplatte - Neuseeland - 1981: für das Album Hits! 3× Platin-Schallplatte - Kanada - 1979: für das Album Silk Degrees - Neuseeland - 1980: für das Album Silk Degrees |

Anmerkung: Auszeichnungen in Ländern aus den Charttabellen bzw. Chartboxen sind in ebendiesen zu finden.
| Land/RegionAuszeichnungen für Musikverkäufe (Land/Region, Auszeichnungen, Verkäufe, Quellen) | Silber  | Gold     | Platin       | Verkäufe  | Quellen                   |
| -------------------------------------------------------------------------------------------- | ------- | -------- | ------------ | --------- | ------------------------- |
| Japan (RIAJ)                                                                                 | —       | Gold1    | —            | 100.000   | riaj.or.jp                |
| Kanada (MC)                                                                                  | —       | —        | 4× Platin4   | 400.000   | musiccanada.com           |
| Neuseeland (RMNZ)                                                                            | —       | Gold1    | 5× Platin5   | 110.000   | aotearoamusiccharts.co.nz |
| Vereinigte Staaten (RIAA)                                                                    | —       | 2× Gold2 | 8× Platin8   | 9.500.000 | riaa.com                  |
| Vereinigtes Königreich (BPI)                                                                 | Silber1 | —        | —            | 60.000    | bpi.co.uk                 |
| Insgesamt                                                                                    | Silber1 | 4× Gold4 | 17× Platin17 |           |                           |

## Musikpreise
- 1977: Grammy in der Kategorie Best R&B Song für "Lowdown" (mit David Paich)